# SLC7A5
SLC7A5‏ (Solute carrier family 7 member 5) هوَ بروتين يُشَفر بواسطة جين SLC7A5 في الإنسان.